# Futurisme: Revista Catalana
Futurisme: revista catalana (1907) va ser una publicació periòdica que va néixer l'any 1907 a Barcelona. Impresa a «La Neotipia», Passeig de Gràcia, 77, la publicació del seu primer número va tenir data l'1 de juny de 1907, el 15 de juny el número 2 i, l'1 de juliol d'aquell mateix any el número 3 i últim. No es té constància que n'aparegués cap més, per tant es dedueix que aquests tres números formen la col·lecció completa. La seva publicació era quinzenal i l'idioma en què estava escrita era el català. No se sap amb certesa ni el fundador ni director de la revista, però certs escrits que indiquen que és molt probable que fos Ignasi Folch (article de Jordi Albertí i Oriol “Gabriel Alomar i la revista Futurisme”, 1907).
És una revista d'art que parla d'obres del moviment futurista; donava informació literària i artística. Hi podem trobar breus explicacions dels recorreguts artístics d'alguns autors com per exemple Frank Stuck, poemes de l'època o simplement reflexions artístiques.
Els tres números tenen una mida de 27 cm x 19 cm i consten de vint pàgines més les cobertes. La paginació és correlativa des del primer fins al tercer número.
A les cobertes hi trobem el títol de la revista com a element principal, el preu (20 cent.) i la informació sobre la publicació tal com la data, el número de revista i l'adreça de la redacció d'aquesta. A la contraportada s'hi inclou publicitat, amb dos o tres anuncis depenen del número de la revista, emmarcats cadascun amb un tipus d'orla de distint dibuix.
Trobem el sumari d'articles i d'il·lustracions del número de la revista sota la capçalera de la primera pàgina.
La revista està escrita a dues columnes i inclou fotografies en blanc i negre de les diferents obres de les quals parla, siguin quadres o escultures, per exemple. Cada fotografia inclou el seu peu de foto, amb el títol de l'obra i l'autor d'aquesta.
Les últimes dues pàgines estan dedicades, també, a diferents anuncis.

## Història
L'escriptor i polític Gabriel Alomar i Vilallonga (Palma 1873-El Caire 1941) que va conrear la poesia i l'assaig, va destacar durant la seva estada a Barcelona per la seva passió pel moviment modernista sobre el qual va teoritzar àmpliament.
L'any 1904 va pronunciar una conferència amb el títol de Futurisme a l'Ateneu Barcelonès. En aquesta, Gabriel Alomar expressava un concepte de modernisme que seguí treballant en molts dels seus escrits.
És en el context social i cultural d'aquests anys que es produeix l'aparició d'una revista de molt curta durada: Futurisme: revista catalana. Aquesta, és un reflex de la influència que va tenir la Gabriel Alomar en l'entorn catalanista.
La revista, publicada de manera quinzenal, va arribar a tenir només 3 números en total. El primer, publicat l'1 de juny de 1907, el segon, el 15 de juny i l'1 de juliol d'aquell mateix any el tercer i últim.
Futurisme: revista catalana va ser una revista d'art, dedicada al moviment futurista, que donava informació literària i artística. El futurisme va ser un moviment de l'avantguarda artística que tenia la intenció de trencar absolutament amb tota la història de l'art passada. Rebutjava l'estètica tradicional i s'interessava per la vida contemporània, la innovació i les darreres tecnologies. En les seves pàgines s'hi trobaven diversos gravats reproduint obres artístiques d'autors antics i moderns.

## Final
La seva última publicació data a 1 de juliol de 1907, essent aquesta la seva revista número 3. No se sap ben bé la raó de la desaparició d'aquesta revista, ja que no hi ha indicis de què la número 3 hagués de ser l'última.

## Relació de directors i col·laboradors
Tot i que no se sap amb certesa qui va ser el director de la revista, per la seva curta durada es podria concloure que només va tenir un director durant la seva vida.
De tota manera, es coneix que la part literària anava a càrrec de coneguts escriptors catalans: hi trobem les signatures de Gabriel Alomar, Ignasi Iglésias, Jaume Colell, Ignasi Folch i Torres, Josep Pijoan, Cebrià Montoliu, Antoni V. Duran, Marian Grau, etc. El permís oficial de la publicació va ser donat a Lluís Font Sanabra.
“ Se sap per les bibliografies de la premsa catalana, tant la de Joan Givanel com la de Joan Torrent i Rafael Tasis, que qui va demanar el permís per a editar-la va ésser Lluís Font i Sanabria. També se sap, segons l'article de Jordi Albertí i Oriol Gabriel Alomar i la revista Futurisme (1907) publicat a la Revista de Catalunya. Núm 145 (1999) p.151-167, que molt probablement el fundador i director de la revista fou Ignasi Folch” Futurisme : revista catalana (1907) de Maria del Tura Molas, directora de l'Hemeroteca de Catalunya.